# Bastón de caminata

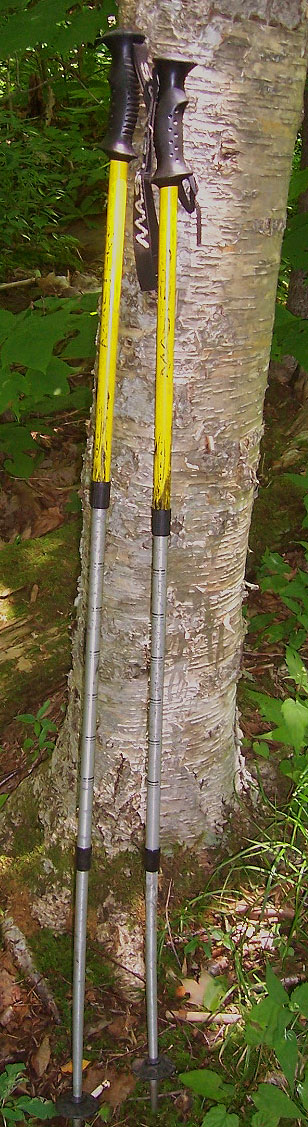
Un par de bastones de caminata telescópicos

Un bastón de caminata (también conocido como bastón de senderismo, palo de senderismo, bastón de trekking) es un accesorio común al senderismo utilizado para ayudar a los caminantes con su ritmo y a dar estabilidad en terrenos difíciles. Un bastón de caminata muy similar al descrito es el también utilizado en la marcha nórdica.

## Descripción

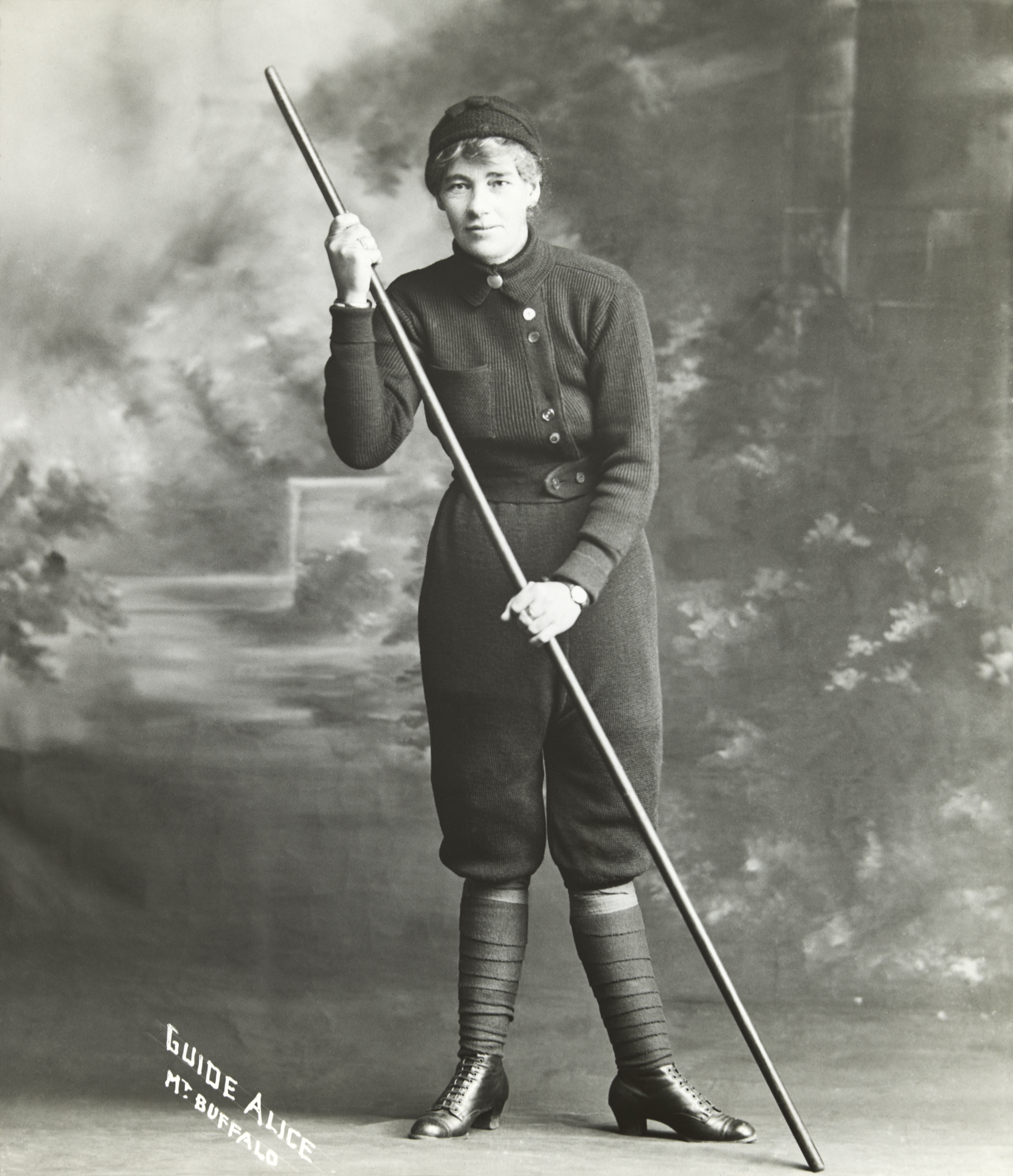
La guía de montaña Alice Manfield a pie con un palo largo de madera, en el año 1900

Cuando están en uso, los bastones de caminata se parecen a los bastones de esquí, ya que tienen muchas características en común con ellos, tales como cestas en la parte inferior, mangos acolchados de caucho y correas para la muñeca. No obstante, a diferencia de los bastones de esquí, a menudo se fabrican en dos o tres secciones y se pueden ampliar y retraer según resulte  necesario para su uso y almacenamiento o transporte. Los bastones de una sola pieza han demostrado ser más seguros y más duraderos.
Su longitud máxima es por lo general de 135 cm. Algunos bastones vienen con resorte en las secciones para ayudar a caminar en condiciones normales y para reducir la tensión de la muñeca, pero tales dispositivos pueden añadir peso no deseado y ruido de los palos. Los bastones de trekking se hacen generalmente de aluminio ligero o fibra de carbono. Cuando están completamente retraídos, a veces pueden ser almacenados en el bolsillo lateral de una mochila.
Se suelen colocar tacos de goma para las caminatas urbanas.